# Seychelles ai Giochi della XXXII Olimpiade
Le Seychelles hanno partecipato ai Giochi della XXXII Olimpiade, che si sono svolte a Tokyo, Giappone, dal 23 luglio all'8 agosto 2021 (inizialmente previsti dal 24 luglio al 9 agosto 2020 ma posticipati per la pandemia di COVID-19) con cinque atleti, quattro uomini e una donna.
Si è trattato della decima partecipazione di questo paese ai Giochi estivi.

## Delegazione
| Sport            | Uomini | Donne | Totale |
| ---------------- | ------ | ----- | ------ |
| Atletica leggera | 1      | 0     | 1      |
| Judo             | 1      | 0     | 1      |
| Nuoto            | 1      | 1     | 2      |
| Vela             | 1      | 0     | 1      |
| Totale           | 4      | 1     | 5      |

## Risultati

### Atletica leggera
Eventi su pista e strada
| Atleta     | Evento                  | Batteria  | Batteria  | Semifinale      | Semifinale      | Finale          | Finale          |
| Atleta     | Evento                  | Risultato | Posizione | Risultato       | Posizione       | Risultato       | Posizione       |
| ---------- | ----------------------- | --------- | --------- | --------------- | --------------- | --------------- | --------------- |
| Ned Azemia | 400 m ostacoli maschili | 51"67     | 8º        | Non qualificato | Non qualificato | Non qualificato | Non qualificato |

### Judo
| Atleta             | Evento         | 16-esimi             | Ottavi               | Quarti               | Semifinali           | Ripescaggio          | Finale / FB          | Posizione       |                 |
| Atleta             | Evento         | Avversario Risultato | Avversario Risultato | Avversario Risultato | Avversario Risultato | Avversario Risultato | Avversario Risultato | Posizione       |                 |
| ------------------ | -------------- | -------------------- | -------------------- | -------------------- | -------------------- | -------------------- | -------------------- | --------------- | --------------- |
| Nantenaina Finesse | 90 kg maschile | M. Nyman P (000-010) | Non qualificato      | Non qualificato      | Non qualificato      | Non qualificato      | Non qualificato      | Non qualificato | Non qualificato |

### Nuoto
| Atleta         | Gara                    | Batterie | Batterie | Semifinali      | Semifinali      | Finale          | Finale          |
| Atleta         | Gara                    | Tempo    | Pos.     | Tempo           | Pos.            | Tempo           | Pos.            |
| -------------- | ----------------------- | -------- | -------- | --------------- | --------------- | --------------- | --------------- |
| Simon Bachmann | 200 m farfalla maschili | 2'03"54  | 38º      | Non qualificato | Non qualificato | Non qualificato | Non qualificato |
| Tity Dumbuya   | 100 m dorso femminili   | 1'04"66  | 38ª      | Non qualificata | Non qualificata | Non qualificata | Non qualificata |
| Tity Dumbuya   | 200 m dorso femminili   | 2'16"18  | 26ª      | Non qualificata | Non qualificata | Non qualificata | Non qualificata |

### Vela
M è la Medal race, si qualificano solo i primi 10 dopo le 10 regate.
| Atleta          | Evento         | Regata | Regata | Regata | Regata | Regata | Regata | Regata | Regata | Regata | Regata | Regata | Punteggio Totale | Punteggio Netto | Classifica |
| Atleta          | Evento         | 1      | 2      | 3      | 4      | 5      | 6      | 7      | 8      | 9      | 10     | M      | Punteggio Totale | Punteggio Netto | Classifica |
| --------------- | -------------- | ------ | ------ | ------ | ------ | ------ | ------ | ------ | ------ | ------ | ------ | ------ | ---------------- | --------------- | ---------- |
| Rodney Govinden | Laser maschile | 34     | 31     | 34     | 30     | 29     | 32     | 29     | 32     | 28     | 33     | -      | 312              | 278             | 33º        |